# Frauenau
Frauenau è un comune tedesco di 2 903 abitanti, situato nel land della Baviera.